# 李宥叡
李宥叡（1986年12月23日—），原名李婉婷，臺灣女子籃球運動員，場上位置為前鋒以及中鋒，現效力於國泰女籃。李宥叡是阿美族人，出身淡水商工與中國文化大學，自2005年起當選瓊斯盃國手，2016年夏天曾挑戰WCBA選秀，2019年起與隊友藍浩語出任淡水商工助理教練。

## 外部連結
- 李宥叡在fiba.basketball（英语）
- 李宥叡在archive.fiba.com（archived）（英语）
- 李宥叡在Eurobasket.com（球員）（英语）